# Une seule nuit (film)
Pour plus de détails, voir Fiche technique et Distribution.
Une seule nuit (En enda natt) est un film suédois réalisé par Gustaf Molander, sorti en 1939.

## Fiche technique
- Titre original : En enda natt
- Titre français : Une seule nuit
- Réalisation : Gustaf Molander
- Scénario : Gösta Stevens d'après le roman de Harald Tandrup (en)
- Photographie : Elner Åkesson (en)
- Pays de production : Suède
- Format : Noir et blanc - 1,37:1
- Genre : drame
- Durée : 90 minutes
- Date de sortie : 1939

## Distribution
- Ingrid Bergman : Eva Beckman
- Edvin Adolphson : Valdemar Moreaux
- Aino Taube (en) : Helga Mårtensson
- Olof Sandborg (en) : Magnus von Brede
- Erik Berglund (en) : Hagberg
- Marianne Löfgren : Rosa
- Magnus Kesster (en) : Olsson